# Bird (Familienname)
Bird ist ein englischer Familienname, analog dem deutschen Familiennamen Vogel.

## Herkunft und Bedeutung
Bird (engl. für „Vogel“) ist ein ursprünglich berufsbezogener englischer Familienname für jemanden, der Vögel züchtete oder jagte.

## Varianten
- Byrd

## Namensträger

### Familienname
- Adrian Peter Bird (* 1947), britischer Genetiker
- Alex Bird (* 1985), australischer Radsportler
- Andrew Bird (Filmeditor) (Andrew D. Bird; * 1957), britischer Filmeditor und Übersetzer
- Andrew Bird (Ruderer) (Andrew David Bird; * 1967), neuseeländischer Ruderer
- Andrew Bird (Musiker) (Andrew Wegman Bird; * 1973), US-amerikanischer Musiker
- Antonia Bird (1951–2013), britische Filmregisseurin und -produzentin
- Arthur Bird (1856–1923), amerikanischer Komponist, Organist und Pianist
- Betty Bird (1901–1998), österreichische Schauspielerin
- Billie Bird (1908–2002), US-amerikanische Schauspielerin und Komikerin
- Brad Bird (* 1957), US-amerikanischer Filmschaffender
- Caroline Bird (1915–2011), US-amerikanische Autorin, siehe Sexismus
- Charlie Bird (1949–2024), irischer Journalist
- Christopher Bird (1928–1996), US-amerikanischer Botaniker und Wissenschaftsjournalist
- Curtis James Bird, kanadischer Politiker (Manitoba)
- Dane Bird-Smith (* 1992), australischer Geher
- Derrick Bird (1957–2010), britischer Amokfahrer, siehe Amokfahrt in der Grafschaft Cumbria
- Elizabeth Bird (* 1994), britische Leichtathletin
- Eugene Bird (1926–2005), US-amerikanischer Offizier
- Florence Bayard Bird (1908–1998), kanadische Journalistin, Frauenrechtlerin
- Forrest M. Bird (1921–2015), US-amerikanischer Erfinder und Mediziner
- Francis Bird (1667–1731), englischer Bildhauer
- Frank Bird (1918–1983), britischer Offizier der Luftstreitkräfte des Vereinigten Königreichs
- Friedrich Bird (1791–1851), deutscher Psychiater
- Gerald Bird (1928–2002), Segler für die Westindische Föderation
- Golding Bird (1815–1854), englischer Arzt
- Harley Bird (* 2001), britische Schauspielerin und Synchronsprecherin
- Henry Bird (Offizier), amerikanischer Offizier
- Henry Bird (Gouverneur), britischer Kolonialgouverneur
- Henry Edward Bird (1829–1908), britischer Schachspieler
- Ian Bird (Spieleentwickler), Spieleentwickler
- Ian Bird (Hockeyspieler) (* 1970), kanadischer Hockeyspieler
- Ian Bird (Schiedsrichter) (* 1985), walisischer Fußballschiedsrichter
- Isabella Bird (1831–1904), englische Schriftstellerin, siehe Isabella Bishop
- Jabari Bird (* 1994), US-amerikanischer Basketballspieler
- Jade Bird (* 1997), englische Folkrockmusikerin
- Jessica Bird (Pseudonym J. R. Ward; * 1969), US-amerikanische Autorin
- John Bird (Astronom) (1709–1776), englischer Astronom
- John Bird (Politiker, 1768) (1768–1806), US-amerikanischer Jurist und Politiker
- John Bird (Politiker, 1926) (1926–1997), britischer Politiker
- John Bird (Schauspieler) (1936–2022), englischer Schauspieler
- John Bird, Baron Bird (* 1946), britischer Unternehmer und Politiker
- John T. Bird (1829–1911), US-amerikanischer Politiker
- Kenneth Bird (1887–1965), britischer Cartoonist
- Kicking Bird (1835–1875), Häuptling der Kiowa
- Kieran Bird (* 1999), britischer Schwimmer
- Larry Bird (* 1956), US-amerikanischer Basketballspieler
- Laurie Bird (1953–1979), US-amerikanische Schauspielerin und Fotografin
- Lester Bird (1938–2021), Politiker aus Antigua und Barbuda
- Martina Topley-Bird (* 1975), britische Sängerin
- Mary Bird (1910–2002), US-amerikanische Skirennläuferin
- Mary Brave Bird (1954–2013), US-amerikanische Bürgerrechtlerin und Autorin
- Max Bird (* 2000), englischer Fußballspieler
- Nancy Bird-Walton (1915–2009), australische Pilotin
- Nicholas Bird (* 1994), US-amerikanischer Schauspieler und Synchronsprecher
- Nikki Amuka-Bird (* 1976), britische Schauspielerin
- Norman Bird (1924–2005),  britischer Schauspieler
- Nurit Bird-David (* 1951), israelische Anthropologin und Ethnologin
- Paul Bird (Bischof) (* 1949), australischer Geistlicher, Bischof von Ballarat
- Paul Bird (Cricketspieler) (* 1971), englischer Cricketspieler
- Pauline Bird-Hart (* 1957), britische Ruderin
- Poldy Bird (1941–2018), argentinische Schriftstellerin.
- Richard Ely Bird (1878–1955), US-amerikanischer Politiker
- Richard M. Bird (1938–2021), kanadischer Wirtschaftswissenschaftler
- Robert Byron Bird (1924–2020), US-amerikanischer Chemiker
- Robert Montgomery Bird (1806–1854), US-amerikanischer Schriftsteller und Dramatiker
- Rose Elizabeth Bird (1936–1999), US-amerikanische Juristin
- Sam Bird (* 1987), britischer Rennfahrer
- Sharon Bird (* 1962), australische Politikerin
- Simon Bird (* 1984), britischer Komiker, Schauspieler und Drehbuchautor
- Stephen Bird (* 1988), australischer Kanurennsportler
- Sue Bird (* 1980), US-amerikanische Basketballspielerin
- Vere Cornwall Bird (1910–1999), Politiker aus Antigua und Barbuda
- Wallis Bird (* 1982), irische Musikerin
- Will R. Bird (1891–1984), kanadischer Schriftsteller
- William Bird (Jurist) (1560/1561–1624), englischer Jurist und Politiker
- William Bird, Pseudonym von Enzo Fiermonte (1908–1993), italienischer Boxer und Schauspieler

### „Bird“ als Spitzname
- Thongchai McIntyre (* 1958), thailändischer Sänger und Schauspieler
- Charlie Parker (1920–1955), US-amerikanischer Jazz-Saxophonist